# ニューヨーク貯蓄銀行
ニューヨーク貯蓄銀行（ニューヨークちょちくぎんこう、英：New York Savings Bank）はアメリカ合衆国ニューヨーク州ニューヨーク市マンハッタン区の81 8番街に位置する銀行である。建物は1896年にロバート・ヘンダーソン・ロバートソンとジョージ・H・プロボットによって建築され、2000年1月7日にアメリカ合衆国国家歴史登録財に登録された。1992年から2004年まで、建物はセントラル・ラグ&カーペット・マートの支店として使われていた。その後2005年にバルドゥッチのスーパーマーケットとなった。カバーがされていたNew York Savings Bankの名前は2010年4月にカバーが外され再び日の目を浴びたが、2011年までにCVS/ファーマシーの名前に取って代わられた。

## 関連項目

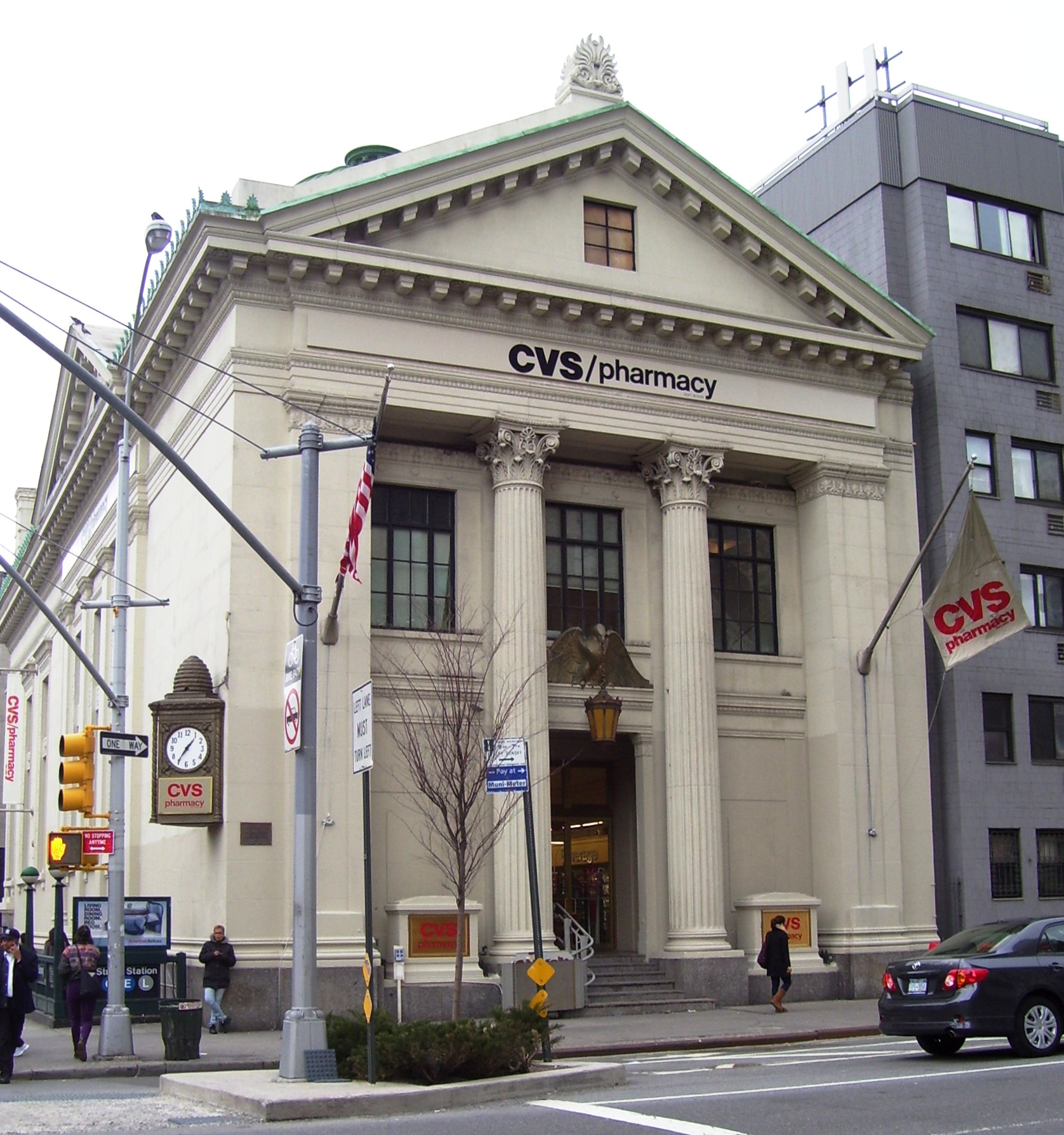
ニューヨーク貯蓄銀行、正面上部の名前はCVS/ファーマシー。2011年撮影